# Рыбий клей
Ры́бий клей — клей, получаемый из плавательных пузырей, а также отходов переработки рыб (обычно осетровых). Прозрачная водорастворимая субстанция без запаха и вкуса. Известен с I века.

## Производство
Вынутый из рыбы плавательный пузырь отмывается от крови и разрезается ножницами так, что из овального пузыря получается сердцевидная пластина, которая и растягивается на лубке наружной поверхностью пузыря к лубку, а внутренней наружу. Эта последняя собственно и составляет чистый клей, наружная же, из соединительной ткани, оболочка пузыря отделяется и бросается. Просушенные на лубке «клеины» имеют, при тщательном приготовлении и чистоте, полупрозрачный с перламутровым отливом вид; клей не имеет ни запаха, ни вкуса, растворяется в теплой воде почти без остатка.

## Виды
Выделяют три вида:
- Осетровый клей (карлук), из внутреннего покрытия, выстилающего исподнюю сторону плавательных пузырей осетровых рыб осетровых пород.
- Обычный рыбий клей, изготавливается из других (обычно крупных) видов рыб; при варке клея могут применяться костные хрящи и кожа.
- Столярный рыбий клей, изготавливается из остатков переработки плавников, чешуи, голов рыбы и внутренностей рыбы.

## Применение
Имеет множество применений. Например, в Средние века применялся при творении золота и золочении, в XVI—XVII веках для приготовления грунта и склеивании живописных досок и холста, письме золотом на пергаменте.

### Реставрация
Благодаря своим свойствам применяется при реставрации:
- обратимость (состав можно размягчить и переклеить);
- отличная адгезия;
- хорошая текучесть, что позволяет подклеивать отслоения фанеры и соединять детали разной жесткости;
- прозрачность позволяет сделать невидимыми места склейки;
- низковязкие свойства позволяют глубоко проникать в пористые структуры;

Растворы различной концентрации используют для нанесения профилактической заклейки, укрепления красочного слоя и грунта, укрепления кромок, дублирования картин на новый холст, в мозаике, инкрустации, при восстановлении старинной мебели, паркетных полов и в производстве музыкальных инструментов.

### В живописи
В живописи применяется для грунтовки холста, но его применение ограничено из-за дороговизны.

### В кулинарии
Раствор 50 г рыбьего клея на 1 л воды, настоянный в течение 2—3 часов, используется для желирования соков, бульонов, мармеладов и в изготовлении ликерных конфет. Дает упругий, хорошо держащий форму пищевой продукт, обладающий более нежной консистенцией, чем желатин.